# Jean Mairet
Jean Mairet, també Jean de Mairet, (Besançon, 4 de gener de 1604 - ibídem, 31 de gener de 1686) va ser un dramaturg francès que va escriure tragèdies i comèdies.
Va estudiar al Collège des Grassins de París i als 16 anys va escriure la seva primera obra Chryséide et Arimand. El 1634, va escriure la seva obra mestra Sophonisbe, que va inaugurar la tragèdia clàssica francesa, i on va introduir la regla de les tres unitats de la que es va convertir un acèrrim defensor a partir d'una interpretació errònia de la Poètica d'Aristòtil. Durant la querella de Le Cid de Corneille es va convertir en un dels seus opositors més acarnissats. Mairet va redactar diferents pamflets contra Corneille que li van ser contestats en diverses ocasions. La querella no va finir ni amb la intervenció personal del cardenal Richelieu.
A la mort dels seus protectors (el duc de Montmorency i el comte de Belin), Mairet va deixar d'escriure peces de teatre. El 1652 va ser desterrat de París pel cardenal Mazzarino per haver sostingut discursos contraris al servei del rei.

## Obra dramàtica
- La Sylvie, tragi-comèdia pastoral, 1621.
- Chryséide et Arimand, tragi-comèdia, 1625.
- La Sylvanire, ou la Morte-vive, tragi-comèdia pastoral, 1630.
- Le Grand et Dernier Soliman, ou la Mort de Mustapha, tragèdia, 1637.
- Les Galanteries du duc d'Ossonne, viceroy de Naples, comèdia, 1632
- La Virginie, tragi-comèdia, 1632.
- Sophonisbe, tragèdia, 1634.
- Le Marc-Antoine, ou la Cléopatre, tragèdia, 1635.
- L'Athenaïs, ou la Fille sage, docte et vertueuse, tragi-comèdia, 1636.
- La Sidonie, tragi-comèdia heroica, 1637.
- L'Illustre Corsaire, tragi-comèdia, 1637.
- Le Roland furieux, tragi-comèdia, 1638